# チャームド 〜魔女3姉妹〜
『チャームド〜魔女3姉妹〜』（チャームド まじょさんしまい、原題: Charmed）は、北米（アメリカ、カナダの一部）ワーナーブラザーズテレビジョンで1998年から2006年まで放送されていたテレビドラマ。1998年10月7日から放送を開始、2006年5月21日の回をもって8シーズンに渡る放送を終了した。
魔力を授かり生まれた3人は魔法が使える故に、仕事、恋愛、結婚、子育て等をするのにも様々な問題が立ち塞がり、悩み、喜び、助け合いながら歩む様を繊細に描き出している、また、SFXを用いた悪魔との戦いに若者を中心に大ヒット、人気ロングラン・シリーズに成長した。放送終了後、尚もファン達から続編を希望する声が寄せられている。デスパレートな妻たち同様、「複数の女性が主役のテレビドラマシリーズ」では最も長く続いたドラマである。

## 概要
日本では2001年4月4日からNHK・BS2で放送が開始、再放送含め第4シーズンまで放送されている。AXNにおいて全シーズンが放送終了。2014年4月7日からBSのDlifeで第1シーズンから放送を開始。日本では第5シーズンまでDVD化されている。
有名なTVプロデューサーであるアーロン・スペリング率いるスペリング・テレビジョンの制作。
神話や伝説上の生き物（ギリシア神話、人魚、妖精、キューピッド、天使）をモチーフにしたキャラが登場し物語を盛り上げる。

## 物語
ハリウェル家の3姉妹、プルー、パイパー、フィービーは、祖母の死をきっかけに久々にサンフランシスコの実家に再会し、共に暮らすことになる。ある日、フィービーが屋根裏で見つけた「影の教典」という、魔術書の呪文を唱えた事をきっかけに、魔力に目覚め、自分たちが魔女の家系であることを知り戸惑い翻弄されながらも、善人を助け守りつつトライアッド（悪魔）などの敵と戦う。また、魔女と日常生活との両立、20代特有の悩みや生き方を魔法を絡め色濃く描かれており3姉妹は魔法と付き合いながらも、それぞれ人生を模索していく。
第3シーズンのラストを受けてプルーが死亡、第4シーズンから異父妹としてペイジが登場する。第5シーズンでパイパーとレオの間に念願の赤ちゃんが誕生。第8シーズンでは彼女たちの晩年が描かれた。

## 登場人物
プルーデンス・ハリウェル (シーズン1～3)
演：シャナン・ドハーティ／声：坪井木の実
登場エピソード：魔女誕生pilot／最終エピソード：最強の対決
現況：故人／種：人間/魔女
ハリウェル家の長女。姉妹のまとめ役で実質のリーダーでもあり、呼び名はプルー。性格は自信に溢れ積極的で知的だが気が強く負けん気。祖母の生前や初期の頃はフィービーとよく揉めていた。母を亡くして以来、自分が代わりに妹を守らなければと思い口を出す事も多い。時折母親のように接することもある。特にパイパーからは慕われていた。だがシーズン3では自分にのしかかる様々な責任から解放されたいという思いが強く出てしまい幽体離脱を利用して具現化。解放されたプルーによってパイパーの結婚式はめちゃめちゃにされてしまう。鑑定士の資格を持っているため、初期の頃はオークションハウスで働いていた。第2シーズン途中でオークションハウスを辞め写真家に転身する。実は祖母の生前からカメラを見ただけで瞬時に機種を当てられるほど知識も関心があったことが第3シーズンの回想シーンで発覚している。第3シーズン最終回で魔王の罠にはまり死亡。1970年生まれ。身長160cm。魔女になる前は博物館で働いており、そこの上司と婚約していたこともある。10年後のもしもの世界では、髪を金髪に染めて社長になっていて従業員を簡単に解雇する非情な人間になっており、10年後も独身だったことが第2シーズンで判明した。
プルーは長女でまとめ役リーダーである。責任感が強く仕切りたがり屋のせいもあってか仕事も魔法も悪魔退治もすべて抱え詰め込もうとする。そんな生き方に少しブレーキをかけて変わっていく様を描いている。
パイパー・ハリウェル (シーズン1～8)
演：ホリー・マリー・コームズ／声：冬馬由美
登場エピソード：魔女誕生pilot／最終エピソード：魔女三姉妹よ 永遠に(Forever charmed)
現況：生存／種：人間/魔女
ハリウェル家の次女。性格はやや内気で後ろ向きな発言が目立つが温厚で気遣い上手な性格である。真剣な場面でもさらりと冗談を言う。切羽詰まると焦りから少し態度が大きくなる。指導力がありレストランのクエイクでは厨房を仕切るリーダーをこなした。高校時代は大人しくクラスの女子から意地悪されたりしていた。校内スピーチでは緊張から固まってしまったところをプルーに助けられ代わりにスピーチしてもらったエピソードを持つ。頼っていたプルーが逝き自分が長女になったシーズン4あたりから頭に血が上ったり興奮したりすると、たくさん口が回り威勢のある負けん気の強い部分も見せるようになる。しかし元は内気で後ろ向きなのか愚痴や落ち込みは多め……それはシーズン8になっても変わらなかった。魔女になる前は銀行員、魔女になってからはコック、ナイトクラブ (P3) のオーナーになる。料理が好きで将来は自分のレストランを持つのが夢、そのためキッチンに立っている事が多い。第1シーズン終了時点で26歳である。第3シーズンでレオにプロポーズされ結婚。第5シーズンで赤ちゃんが誕生しママに。子供を悪魔の手から守ろうとする。もしもプルーが死んだ後にペイジと出会わなかったら、レオとは離婚していて妊娠もせず、P3は閉鎖されて悪魔を連日退治する非情な殺し屋へと変貌していたことが第５シーズンで判明した。青い月が昇ると野獣に変身する。

パイパーの課題は姉妹の中でも一番の平和主義者なので魔女になったせいで始まった悪魔に脅かされる日々の生活が嫌いでシーズンを通して普通の生活と魔女の使命とでどうバランスをとっていくのかが描かれる。シーズン前半は気弱な性格だった彼女が徐々に自信を付けていく心の成長。シーズン後半は母として強大な魔力を持つ息子たちをどう教育し悪魔から遠ざけるのか、家庭より仕事を優先しがちな夫レオとの問題等に取り組み姉妹に助けてもらいながらも、ひとつひとつ折り合いをつけていく。
フィービー・ハリウェル (シーズン1～8)
演：アリッサ・ミラノ /ロリ・ロム(pilot)／声：本村真生(Season1)/岡本易代(Season2－8)
登場エピソード：魔女誕生／最終エピソード：魔女三姉妹よ 永遠に(Forever charmed）
現況：生存／種：人間/魔女
ハリウェル家の三女。一話目でニューヨークから帰ってくる。性格は自由奔放で活発的。プルーが死に、ペイジが現れてからは、以前のパイパーのように、板ばさみになったりと、しっかりものになっていく。長年フリーターだったが影の経典を熟読するうち勉学の楽しさに目覚め第2シーズン途中で大学へ入り27歳で卒業、第4シーズン途中からは相談コーナーの記事を書くライターとなり、読者の悩みに答えており、評判が良くテレビやラジオに出演するまでになる。護身術で習い始めた格闘が得意で、魔法は攻撃的でないため素手で戦うシーンが多い。好きな映画は「死ぬ前に殺せ」。第4シーズンでコール・ターナーと結婚するがコールの豹変に伴い第5シーズンで離婚する。もしもプルーが死んだ後にペイジと出会わなかったら、コールとは仮面夫婦になっており、家に悪魔が住み着き浮気を繰り返す自堕落な生活を送っていたことが第５シーズンで判明した。青い月が昇ると野獣に変身する。
フィービーは愛に生きキャリアウーマンとして仕事をする独身女性の代表的なキャラクターとして描かれました。
前世は悪女なのでそのカルマの影響もあってか悪に惹かれやすく向こうからも悪魔に求愛されるなどの磁石性質を持っており悪魔コールに恋してしまい結婚するもコールが悪に寝返りフィービーも流されるまま悪の女王へと転落。姉妹か夫かどちらかを葬り去らなければならない状況になり苦肉にも夫のコールを生と死の狭間の空間に追放してしまいます。
この件はフィービーの中で非常にトラウマとなっており、また悪に惹かれ転落するのではという恐怖から立ち直れないでいたところにパイパーに「違う！あんたは悪じゃない姉を信じなさい！」と励まされる。
この件があってからフィービーは悪い男に引っかからなくなり（選ばないようになる）、しっかりした男性や実業家と交際する。
ペイジ・マシューズ (シーズン4～8)
演：ローズ・マッゴーワン／声：平澤由美
登場エピソード：最強の魔女・再び(前編)／最終エピソード：魔女三姉妹よ 永遠に(Forever charmed)
現況：生存／種：白の守護者/魔女
ハリウェルと白の守護者の血を受け継ぐ異父妹の四女で、プルーたちと異なり人間の養父母に育てられ、プルーの葬儀後パイパー達と会うまでは自分が魔女だとは知らなかった。性格は大胆不敵。困っている人を見ると助けずにはいられないお人好し。ずっと1人だったため肉親と出会えたことを喜んでおり自らも進んでパイパー、フィービーと絆を深めて行く。姉達とあまり喧嘩はせずに大人しく言うことを聞く。独立心がある。福祉事務所に勤めソーシャルワーカーに昇進したが仕事と魔女業の両立が困難となり、どちらか一本に絞ろうと昇進してすぐに仕事を退職。シーズン7で魔法学校の校長を短期間行い、シーズン８で白の守護者側の本格的な能力覚醒が始まってしまい仕方なく新米魔女ビリーの守護者になるなど忙しい日々を送る。習得する魔法の数が姉妹の中で最も多い。絵を描くのが得意。昔お酒関係で失敗をやらかし禁酒している。プルーみたいな魔女になるのが目標。父親はシーズン2で登場した白の守護者サム。第４シーズン序盤で23歳。もしもプルーが死んだ後にパイパーとフィービーに出会わなかったら、魔女としての力が目覚めず悪魔に殺害されていたことが第5シーズンで判明した。青い月が昇ると野獣に変身する。
ペイジの恋はいずれも癖のある訳あり男性を選んでくる（ダメ男に弱い）傾向がある。リチャードは魔法依存症。カイルは復讐心に囚われすぎて精神的不安定。他にも奥さんがいる浮気男など。
８シーズンで登場した警察官のミッチャムだけは強い正義感と魔法に理解のある完璧な男性だった。
ペイジは魔法が好きで人助けに一番力を入れて魔女業に専念するあまり将来の夢が定まらず、自立に悩む姿が描かれた。
レオ・ワイアット  (シーズン1～8)
演：ブライアン・クラウズ／声：家中宏
登場エピソード：帰って来たパパ／最終エピソード：魔女三姉妹よ 永遠に(Forever charmed)
現況：生存／種：白の守護者
3姉妹を守護し導くために派遣された白の守護者。元は人間。第二次世界大戦の兵士で多くの人々を救い戦死するも白の守護者として再び甦る。不老不治。パイパーと第3シーズンで結婚し、第5シーズンで二人の子供が生まれる。人間時代に一度結婚していた。初期の頃はゲスト出演だったが、第2シーズンの途中からレギュラーへと昇格し、オープニングに登場する。
クリストファー・ペリー・ハリウェル (シーズン5(#22-)～8)
演：ドリュー・ファラー／声：浪川大輔
登場エピソード：未来の危機(前編)／最終エピソード：魔女三姉妹よ 永遠に(Forever charmed)
現況：生存／種：白の守護者/魔法使い
第5シーズン終盤に登場。パイパーとレオの間に生まれた次男で、ワイアットの弟。魔法は光移動とテレキネシス。性格はクール。担当魔女と寝てしまうなどプレイボーイな一面もある。家族を大切に思っており、ワイアットが悪に落ちた際、善側に回りワイアットの暴走をビアンカと共にくい止めるのが彼の目的だった。
ワイアット・マシュー・ハリウェル (シーズン5(#15-)～8)
演：ウェス・ラムジー/ジェイソン＆クリストファー・シモンズ(幼少時)／声：丹沢晃之(Season6、7、8)
登場エピソード：魔法が死んだ日／最終エピソード：魔女三姉妹よ 永遠に(Forever charmed)
現況：生存／種：白の守護者/魔法使い
パイパー・ハリウェルとレオ・ワイアットの間に出来た子供。
アンディ・トゥルードー (シーズン1)
演：T・W・キング/Chris Boyd(pilot)／声：水内清光
登場エピソード：魔女誕生／最終エピソード：悲しみを越えて
現況：故人／種：人間
サンフランシスコ署の警視。ハリウェル家とは幼少期から親交があり、プルーとは高校時代に恋人だった。一話目の病院で再会する。三姉妹を怪しむが、作中途中でプルーから魔女であると告白される。しかし、その後も変わらず接しており、第1シーズン最終回でプルーを守るため刑事に化けていた悪魔のロドリゲスに殺害される。
ダリル・モリス (シーズン1～7)
演：ドリアン・グレゴリー／声：山野井仁
登場エピソード：魔女誕生／最終エピソード：魔女消滅…？(Something Wicca This Way Goes)
現況：生存／種：人間
アンディと同僚の黒人刑事。ハリウェル3姉妹は魔女だという秘密を知り、いつも協力してくれる数少ない理解者。結婚していて妻と息子がいる。
コール・ターナー (シーズン3～5、7<SPゲスト>)
演：ジュリアン・マクマホン／声：横島亘
登場エピソード：プロポーズ／最終エピソード：天から堕ちた天使
現況：故人／種：悪魔/人間
人間の姿と悪魔の姿、2つの姿が存在し必要に応じて自分の姿を変えられる(悪魔の姿の時の名前は「バルサザー」)母親は悪魔、父親は政治家の人間の間に生まれるが後に母親が父親を殺し悪の環境で育てられ魔界の暗殺者へと成長する。人間の血が混じっているためか純血の悪魔より人間らしく思いやりがありフィービーを本当に愛してしまい禁断の恋に苦しむこととなる。第4シーズンで魔王に取り付かれた事でフィービーとの関係に歪が生じはじめる。第5シーズン途中で3姉妹に退治される。フィービーの最初の夫。
ビリー・ジェンキンズ (シーズン8)
演：ケイリー・クオコ／声：志田有彩
登場エピソード：最強の魔女 健在(Still Charmed and Kicking)／最終エピソード：魔女三姉妹よ 永遠に(Foreverd charmed)
現況：生存／種：人間
魔女。第8シーズンから登場。ペイジが守護する新米魔女。三姉妹の代わりとなって新たに悪魔を倒す。魔法はテレキネシスと幻影。
ジェニー・ゴードン (シーズン2)
演：カリス・ペイジ・ブライアント／声：浅井清己
現況：生存／種：人間
ダン・ゴードンの姪。途中で母親の元に帰る。
ダン・ゴードン (シーズン2)
演：グレッグ・ヴォーン／声：みやざこ夏穂
登場エピソード：魔女の記念日／最終エピソード：精霊の願い
現況：生存／種：人間
ハリウェル家の隣人。パイパーに恋心を抱き付き合うものの、うまくいかず別れてしまう。
ペネロペ・ハリウェル (シーズン1～8)
演：ジェニファー・ローズ／声：山本与志恵
登場エピソード：地下室の魔物／最終エピソード：魔女三姉妹よ 永遠に(Forever charmed)
現況：故人／種：魔女
ハリウェル姉妹の祖母。ペネロペ・ハリウェル(旧姓：ペネロペ・ジョンソン)は夫アレン・ハリウェルとの間に女児パトリシアを出生しパトリシアが死去した後、孫のプルー、パイパー、フィービーを引き取り育てた。愛称：ペニー。4回結婚している。生前は心臓に持病があり、発作を起こした際に階段から転倒して亡くなってしまう。プルーと同じような能力があり、三姉妹が過去に戻った時は、魔物と勘違いして魔力で家の外に吹き飛ばしたことがある。
パトリシア・ハリウェル (シーズン1～8)
演：フィノラ・ヒューズ／声：藤井佳代子
登場エピソード：帰ってきたパパ／最終エピソード：魔女三姉妹よ 永遠に(Forever charmed)
現況：故人／種：魔女/人間
パトリシア"パティ"・ハリウェルはハリウェル姉妹の母。夫ビクター・ベネットとの間にプルー、パイパー、フィービーが生まれるが関係がうまくいかなくなり離婚。その後自分の担当だった白の守護者サミュエル・ワイルダーと恋仲になり、その間にペイジが生まれるが、プルーが死ぬまでは隠していた。水の悪魔に溺死させられ若くしてこの世を去る。能力はパイパーと同じく時間を止める力である。
サミュエル・ワイルダー (シーズン2、5、8)
演：スコット・ジャエック／声：川端槇二
登場エピソード：魔女の掟
現況：生存／種：白の守護者
サミュエル"サム"・ワイルダーはパティ担当の元白の守護者。ペイジの父親。
ビクター・ベネット (シーズン1、3～8)
演：トニー・デニソン(Season1)/ジェームズ・リード(Season3-8)／声：佐々木勝彦
登場エピソード：帰ってきたパパ／最終エピソード：魔女三姉妹よ 永遠に(Forever charmed)
現況：生存／種：人間
パティの元夫。プルー、パイパー、フィービーの父親。実は、フィービーが生まれる前からパティと別居しており、ただの人間のためペネロペにより3姉妹が小さかった頃に追い出された。そのため、長女のプルーですら会ってすぐには父親だとわからず、ヴィクターはフィービーと再会した時にパイパーと間違えた。
エリース・ロースマン (シーズン4～8)
演：レベッカ・ボールディング／声：上村典子(Season4)/児島ちはる(Season5-)
登場エピソード：魔物ブローカー
現況：生存／種：人間
ベイ・ミラー誌のフィービーの上司。キツイ性格だが、フィービーの仕事の腕は評価している。
物見 (シーズン4､5)
演：デビ・モーガン／声：津田匠子
登場エピソード：魔王最終対決／最終エピソード：100回目の魔法
現況：故人／種：悪魔
上級悪魔。予知能力者で未来を予見する力を持つ。千年以上生き永らえ魔界の権力者などに仕えた。
ジュリー (シーズン4)
演：デボラ・ゲルナー／声：鈴木弘子
登場エピソード：レオの心の傷／最終エピソード：魔王の戴冠式
現況：故人／種：悪魔
コールの秘書。エネルギーボール、ファイアボール、変身、瞬間移動を使う。フィービーに夢中なコールを誘惑させようと物見が送り込んだ。
グレン・ベランド (シーズン4､5)
演：ジェシー・ウッドロウ／声：

登場エピソード：ペイジの過去／最終エピソード：まじない師の呪い
現況：生存／種：人間
ペイジが幼稚園の頃から一緒だった一番の親友。世界各地を旅して回る楽天家。ハリウェル姉妹が魔女だということを知っている。
バルバス (シーズン1､5､6､7)
演：ビリー・ドラゴ／声：天田益男
登場エピソード：13日の金曜日／最終エピソード：ヒンドゥーの魔法
現況：生存／種：悪魔
人の一番恐怖としているものを探り、その恐怖と関連する幻覚と言葉で精神から殺す。第5シーズンで他の悪魔と手を組み地上へ前戻る
カイル・ブロディ (シーズン7)
演：カー・スミス／声：綱島郷太郎
登場エピソード：魔女VS海賊／最終エピソード：ユートピアの正体
現況：生存／種：白の守護者
化身の事件を追う連邦捜査官。科学捜査で悪魔事件解決に力を貸す。ペイジの恋人だった。化身に両親を殺された事を恨み敵討ちをするためだけに生き、化身を退治できる古代の薬を唯一手にしている。化身の事になると感情の抑制が出来なくなり化身を殺すためなら恋人のペイジを麻酔銃で撃つ、フィービーに銃を突きつけ人質にする等ダークな面を持つ。ペイジはそんなカイルを理解し支えようとする。後に親を殺したのは化身ではなく別の悪魔だった事がわかるが復讐の思いは消えず古代の薬で化身を退治する事に成功するもののカイルも攻撃を受けて死んでしまう。だが白の守護者として再び生を受ける。守護者の掟によりペイジとは引き離され別れる結末に。
ドレイク (シーズン7)
演：ビリー・ゼイン／声：乃村健次
登場エピソード：教授は元悪魔／最終エピソード：天から堕ちた天使
現況：故人／種：人間
悪魔だったが魔術師に頼み期限付きで魔力を持ったまま人間になる。裏切られ続けて人助けの喜びを忘れかけていた3姉妹の前に現れ持ち前の明るさとひょうきんさで励まし魔女業の素晴らしさを伝える。魔法学校の教師を一時的に勤める。幼い頃から本が好きで人間に興味を持つ。人間の感情を文学から教わり豊富な知識を持っている。3姉妹に近づいたのはコールとの取引だったことが後に明らかになる。
キラ (シーズン7)
演：カリスマ・カーペンター／声：百々麻子
登場エピソード：ヒンドゥーの魔法／最終エピソード：化身の世界
現況：故人／種：悪魔
予知を使う悪魔。レオに気があるのか色仕掛けを行う場面が多々あった。レオは化身の仲間だといち早く暴いたり、3姉妹の行動が見透かされるなどフィービーよりも予知能力のレベルが高いところが多々見受けられる。化身の情報を3姉妹に提供する代わり自分を人間にして欲しいと頼む。悪魔よりも様々な事を感じられる人間に憧れを抱いており悪魔に生まれた事を気に病んでいた。フィービーと同じ能力という共通点を切り口に心が通い始めフィービーにだけ予知リンクで化身の情報(化身の善悪を超越した世界)を見せてあげるなど、悪魔には見えないやさしさがあった。ザンクーが復活してしまいあと一歩で人間になれるところで殺されてしまう。

## エピソード

### 概要
1998-2006制作
全8シーズン
全178話
- 1話は出演者や場面が一部異なる幻のパイロット版が存在する。時間も30分ちょっとのため一話目のシーンがいくつかなかったり、アンディやフィービーの配役が異なり、ダリル・モリスが出てこなかったりなど。オープニングも存在していない。
- シーズン5から主要出演者のホリー・マリー・コームズ、アリッサ・ミラノがプロデューサーに就任、制作を手掛けた。
- 88話「運命の分かれ道」でプルー役の坪井木の実が、魔女セリーナの声を担当。声のみ4姉妹共演というサービスをやってくれている。他にもアンディ役の水内清光、ダン役のみやざこ夏穂らも別役で参加している。
- シャナン・ドハーティが第58話「呪いの町」で監督、第66話「最強の対決」では演出を担当。
- 89話「人魚姫」はアリッサ・ミラノの最も印象に残っている話。
- 日本のシーズン４では「人形コレクター」の後に「魔剣ドラゴン」の放送があった。本当は「魔剣ドラゴン」の後に「人形コレクター」が正しい順番とされている。DVD版では修正済み。
- 第8シーズンはチャームド最終章として制作。

#### シーズン1
悪魔退治の使命、そして自分の能力に慣れず戸惑い翻弄されながらも力を合わせて立ち向かう姿と姉妹の絆の再生を描く
| 日本語版                   | 英語版                                |
| -------------------------- | ------------------------------------- |
| 第1話 魔女誕生             | Something Wicca This Way Comes        |
| 第2話 恋と魔術は両立するの | I've Got You Under My Skin            |
| 第3話 帰って来たパパ       | Thank You for Not Morphing            |
| 第4話 ゴーストとデート     | Dead Mad Dating                       |
| 第5話 夢をあやつる男       | The Dream Sorcerer                    |
| 第6話 悪魔の子誕生         | The Wedding From Hell                 |
| 第7話 4人目の姉妹          | The 4th Sister                        |
| 第8話 恋する魔女           | The Truth Is Out There … And It Hurts |
| 第9話 過去からの魔女       | The Witch Is Back                     |
| 第10話 地獄からの使者      | Wicca Envy                            |
| 第11話 呪われた壺          | Feats of Clay                         |
| 第12話 満月の恐怖          | The Wendigo                           |
| 第13話 13日の金曜日        | From Fear To Eternity                 |
| 第15話 地下室の魔物        | Is There a Woogy in the House?        |
| 第16話 狙われたプルー      | Which Prue Is It Anyway?              |
| 第17話 ママに会いたい      | That '70s Episode                     |
| 第18話 最強の悪魔3兄弟     | When Bad Warlocks Go Good             |
| 第19話 あばかれた秘密      | Blindsided                            |
| 第20話 アンディの危機      | The Power of Two                      |
| 第21話 許されない愛        | Love Hurts                            |
| 第22話 悲しみを越えて      | Deja Vu All Over Again                |

#### シーズン2
白の守護者レオとの禁断の愛、人間ダンとの愛で揺れ動くパイパーがメインに描かれる。プルーは写真家に、フィービーは大学に通いだす。
| 日本語版                          | 英語版                               |
| --------------------------------- | ------------------------------------ |
| 第23話 魔女の記念日               | Witch Trial                          |
| 第24話 火あぶりの刑               | Morality Bites                       |
| 第25話 天才の呪文                 | The Painted World                    |
| 第26話 奪われた魂                 | The Devil's Music                    |
| 第27話 プルーが男?                | She's a Man, Baby, a Man!            |
| 第28話 オールド ブラック マジック | That Old Black Magic                 |
| 第29話 だれが魔物?                | They're Everywhere                   |
| 第30話 魔物の掟                   | P3 H2O                               |
| 第31話 13人の魔女                 | Ms. Hellfire                         |
| 第32話 恋のキューピッド           | Heartbreak City                      |
| 第33話 母になりたい!              | Reckless Abandon                     |
| 第34話 目ざめの呪文               | Awakened                             |
| 第35話 クラブの中はジャングル     | Animal Pragmatism                    |
| 第36話 過去の因縁                 | Pardon My Past                       |
| 第37話 夢追い人                   | Give Me a Sign                       |
| 第38話 対決！黒の守護者           | Murphy's Luck                        |
| 第39話 ある愛の終わり             | How to Make a Quilt out of Americans |
| 第40話 あこがれの人               | Chick Flick                          |
| 第41話 悪魔の証拠                 | Ex Libris                            |
| 第42話 猿になった3姉妹            | Astral Monkey                        |
| 第43話 黙示録の4騎士              | Apocalypse Not                       |
| 第44話 精霊の願い                 | Be Careful What You Witch For        |

#### シーズン3
悪魔コールが登場しフィービーは恋に落ちる。悪魔との愛に悩み苦しみながら大人の女性へと成長していく。一方、パイパーはレオと結婚する。また、魔法の存在がバレてしまいシリーズ前半のクライマックスが訪れる!
| 日本語版                          | 英語版                              |
| --------------------------------- | ----------------------------------- |
| 第45話 プロポーズ                 | The Honeymoon's Over                |
| 第46話 魔法の日食                 | Magic Hour                          |
| 第47話 おとぎ話の世界             | Once Upon a Time                    |
| 第48話 ハロウィーンの夜           | All Halliwell's Eve                 |
| 第49話 トライアッド（魔物評議会） | Sight Unseen                        |
| 第50話 悲しきエンパス             | The Primrose Empath                 |
| 第51話 姉妹の絆                   | Power Outage                        |
| 第52話 愛の真実                   | Sleuthing With The Enemy            |
| 第53話 化身パイパー               | Coyote Piper                        |
| 第54話 アイスクリーム売り         | We All Scream for Ice Cream         |
| 第55話 守護者の危機               | Blinded by the Whitelighter         |
| 第56話 悪魔の訓練アカデミー       | Wrestling with Demons               |
| 第57話 心の闇                     | Bride and Gloom                     |
| 第58話 呪いの町                   | The Good, the Bad & the Cursed      |
| 第59話 真夜中の結婚式             | Just Harried                        |
| 第60話 死神との出会い             | Death Takes a Halliwell             |
| 第61話 魔女の使い魔               | Pre-Witched                         |
| 第62話 7つの大罪                  | Sin Francisco                       |
| 第63話 悪魔のエリート             | The Demon Who Came In from the Cold |
| 第64話 魔界からの脱出             | Exit Strategy                       |
| 第65話 悲しみの悪魔               | Look Who's Barking                  |
| 第66話 最強の対決                 | All Hell Breaks Loose               |

#### シーズン4
プルーを失い異父妹のペイジが登場する。ペイジの大胆な行動に長女になったばかりのパイパーは手を焼く…そんな時魔王が最終戦争を仕掛けてくる。果たして3姉妹は絆を作り出せるのか。コールとフィービーは雲行き怪しげながらもいよいよ結婚する。
| 日本語版                        | 英語版                      | 登場する主な敵                                                                                             |
| ------------------------------- | --------------------------- | --- |
| 第67話 最強の魔女・再び（前編） | Charmed Again, Part 1       | 魔王、シャックス                                                                                           |
| 第68話 最強の魔女・再び（後編） | Charmed Again, Part 2       | 魔王、オラクル                                                                                             |
| 第69話 消えた教典               | Hell Hath No Fury           | エリニュス、パイパー（エリニュス）、悪魔                                                                   |
| 第70話 人形コレクター           | Size Matters                | ガミル |
| 第71話 魔剣ドラゴン             | Enter the Demon             | イェン・ロー                                                                                               |
| 第72話 ペイジの過去             | A Knight to Remember        | 感電生物、前世のペイジ                                                                                     |
| 第73話 魔女をやめる呪文         | Brain Drain                 | 魔王、オラクル、アラスター                                                                                 |
| 第74話 コールのプロポーズ       | Black as Cole               | サイクス                                                                                                   |
| 第75話 ひらめきの指輪           | Music to My Ears            | デブリン、ホームレスマン                                                                                   |
| 第76話 過去は不良少女           | Paige From the Past         | フィービー（ルルの霊）、コール（フランキーの霊）                                                           |
| 第77話 フィービーは陪審員       | Trial by Magic              | 鼠悪魔 |
| 第78話 奥様はフィービー         | Lost and Bound              | タイラーの里親（母）、タイラーの里親（父）、ラドゥロー                                                     |
| 第79話 魔王最終対決             | Charmed and Dangerous       | 魔王、物見、黒の守護者、虚空の管理者（悪のガーディアン）                                                   |
| 第80話 3人のフィービー          | The Three Faces of Phoebe   | クルゾン、物見                                                                                             |
| 第81話 魔界の結婚式             | Marry-Go-Round              | 闇の司祭、ラザラス、コール（魔王憑依）、物見                                                               |
| 第82話 魔物ブローカー           | The Fifth Halliwheel        | カレン（異常な魔力投与により狂気化）、ブローカー、ペイジ（異常な魔力投与により狂気化）、コール（魔王憑依） |
| 第83話 レオの心の傷             | Saving Private Leo          | リック、ネーサン、ジュリー、コール（魔王憑依）                                                             |
| 第84話 新魔王 誕生              | Bite Me                     | キーツ、バンパイアクイーン、ローワン、ペイジ（バンパイア）、コール（魔王憑依）、ジュリー                   |
| 第85話 魔王の戴冠式             | We're Off to See the Wizard | コール（魔王憑依）、物見、ジュリー                                                                         |
| 第86話 魔界の女王フィービー     | Long Live the Queen         | コール（魔王憑依）、フィービー（魔界の女王）、マリック、デーン、物見                                       |
| 第87話 魔界の王座               | Womb Raider                 | トールマン、物見、デーン                                                                                   |
| 第88話 運命の分かれ道           | Witch Way Now?              | ジャックマン                                                                                               |

#### シーズン5
パイパーはついに子供を出産する。コールはフィービーを取り戻すため大きな魔法を世界中にかける。ペイジはプルーのような強い魔女になりたいと魔法修行。このシーズンから伝説の生き物が次々と登場する。3姉妹もいろんなものに変身する。
| 日本語版                       | 英語版                         | 登場する主な敵 |
| ------------------------------ | ------------------------------ | --- |
| 第89話 人魚姫(前編)            | A Witch's Tail (Part 1)        | 海の魔女、骸骨種「ネクロン」 |
| 第90話 人魚姫(後編)            | A Witch's Tail (Part 2)        | 骸骨種「ネクロン」 |
| 第91話 おとぎ話                | Happily Ever After             | 木こり、悪い魔女、狼 |
| 第92話 悪魔の歌声              | Siren's Song                   | 美貌と歌声で既婚男性を酔わせ口付けの行為中に相手の口内に発火、破裂させ死に追いやる現場を男性の妻に見取らせる事を快楽とする「セイレーン」、黒の守護者 |
| 第93話 スーパーヒーロー        | Witches in Tights              | 優れた特殊能力者を探し出せる「アーノン」、コミックの悪役                                                                                             |
| 第94話 悪の目                  | The Eyes Have It               | オリン、クリー |
| 第95話 恐怖の悪魔 復活         | Sympathy for the Demon         | バルバス |
| 第96話 未来からの伝言          | A Witch in Time                | 現在のバカラ、未来のバカラ |
| 第97話 守護者の初仕事          | Sam I Am                       | コール、黒の守護者 |
| 第98話 ミイラ殺人の謎          | Y Tu Mummy Tambien             | 砂を操る「ジェリック」、コール |
| 第99話 2人のフィービー         | The Importance of Being Phoebe | 変身能力を持つ「カイア」、コール |
| 第100話 100回目の魔法          | Centennial Charmed             | コール、ラザラス、魔力の化身、力の化身 |
| 第101話 まじない師の呪い       | House Call                     | まじない師、死んだ悪魔が残したエネルギーの残骸 |
| 第102話 眠りの精               | Sand Francisco Dreamin         | トレーサー、チェーンソーフィービー |
| 第103話 魔法が死んだ日         | The Day the Magic Died         | スタンリー、クロニン、ドリス |
| 第104話 赤ちゃんの魔力         | Baby's First Demon             | 力を奪われてから誰かの魔力を当てにしなければならずワイアットをバッテリーにしようと企てる「パラサイトA、パラサイトB」、悪の行商人「ホーカー」         |
| 第105話 悪運と幸運             | Lucky Charmed                  | スネーク悪魔 |
| 第106話 キットの正体           | Cat House                      | キットを追跡する「ウォーロック」 |
| 第107話 ニンフの泉             | Nymphs Just Wanna Have Fun     | 片腕がもげたゼイビアを見てタルは永遠の泉の水を持ち帰りゼイビアの傷を癒そうとする「ゼイビア＆タル兄弟」                                               |
| 第108話 見ざる聞かざる言わざる | Sense and Sense Ability        | カジ族、クローン |
| 第109話 ワイアットの魔法洗礼   | Necromancing the Stone         | 魂を操る「ネクロマンサー」、魂を喰らう「 |
| 第110話 未来の危機(前編)       | Oh My Goddess (Part 1)         | クロノス、デメトリウス、石化能力を持つ「ミート」 |
| 第111話 未来の危機(後編)       | Oh My Goddess (Part 2)         | デメトリウス、クロノス |

#### シーズン6
未来から来たという青年クリスの謎。バラバラになったレオ＆パイパー夫妻とその子供たちの絆と再生を描く
| 日本語版                     | 英語版                                   | 登場する主な敵                                                                                                   |
| ---------------------------- | ---------------------------------------- | --- |
| 第112話 バルハラの謎(前編)   | Valhalley of the Dolls (Part 1)          | 2つの顔を持つ「トロック」                                                                                        |
| 第113話 バルハラの謎(後編)   | Valhalley of the Dolls (Part 2)          | 世界最終戦争用にワレキューレによって育成された戦士                                                               |
| 第114話 失われた記憶         | Forget Me...Not                          | ワイアットが実体化させた「ドラゴン」、魔法が公の場に知られそうになると現れ証拠隠滅を行う「掃除人」               |
| 第115話 ブロンド三姉妹       | The Power of Three Blondes               | 悪い魔女「スティルマン3姉妹」                                                                                    |
| 第116話 霊界からの愛         | Love's a Witch                           | 死の復讐をしなかったため地上に居座り続け、争いに拍車をかけていたオリビアの魂                                     |
| 第117話 欲望の罠             | My Three Witches                         | ポケット空間の開閉を行う悪魔                                                                                     |
| 第118話 魂の取引             | Soul Survivor                            | 相手の願い事を聞き入れる代わりに魂を引き渡し、その魂を競売にかける「ザーン」                                     |
| 第119話 王の剣               | Sword and the City                       | エクスカリバーを狙う「モードーント」、闇の騎士、エクスカリバーの支配を受けたパイパー                             |
| 第120話 かわいい悪魔         | Little Monsters                          | 人間と性交を行い子を産む「マンティコア」                                                                         |
| 第121話 クリスの嘘           | Chris-Crossed                            | 大人ワイアット                                                                                                   |
| 第122話 ウッドストックの魔物 | Witchstock                               | 強い魔力に反応して喰らう「スライム」、魔女集会で大虐殺を企てる「ウォーロック」、ウォーロックと共謀する「ロビン」 |
| 第123話 魔法のフェロモン     | Prince Charmed                           | ワイアットを教祖として崇めてきた悪の宗教「オーダー」                                                             |
| 第124話 女スパイのカルマ     | Used Karma                               | フィービー（マタハリ）、増殖し続ける悪魔                                                                         |
| 第125話 魔法学校の怪         | The Legend of Sleepy Halliwell           | 首無し騎士、魔法学校の生徒「ザック」                                                                             |
| 第126話 壺の精霊ジニー       | I Dream of Phoebe                        | 魔法の町ザンバー復活を企てる「ジニー」、ボスク                                                                   |
| 第127話 クリス 運命の日      | The Courtship of Wyatt's Father          | 黒の守護者 |
| 第128話 フィービーの同窓会   | Hyde School Reunion                      | 高校時代のフィービーの不良仲間「リック」、体内から毒の膿を排出する悪魔                                           |
| 第129話 クモの糸             | Spin City                                | 魔力を餌に活動するスパイダー悪魔、クリス（スパイダー）                                                           |
| 第130話 死刑判決             | Crimes and Witch Demeanors               | バルバス、プラズマ                                                                                               |
| 第131話 ペイジの密かな欲望   | A Wrong Day's Journey into Right         | ペイジの邪の部分の投影「ヴィンセント」                                                                           |
| 第132話 魔女戦争             | Witch Wars                               | クレア、ゲームマスター、魔法学校の校長であり白の守護者の長老「ギデオン」                                         |
| 第133話 善と悪の世界( 前編 ) | It's a Bad, Bad, Bad, Bad World (Part 1) | ギデオン、バルバス、裏の世界のペイジ、裏の世界のフィービー                                                       |
| 第134話 善と悪の世界( 後編 ) | It's a Bad, Bad, Bad, Bad World (Part 2) | ギデオン、バルバス                                                                                               |

#### シーズン7
ギデオンに裏切られ深く傷ついた3姉妹。そこに新世界を作り出すため協力してほしいと誘われる。姉妹も30代になり、これからも悪魔との戦いを続けていくことに疑問を感じ出す。
| 日本語版                         | 英語版                          |
| -------------------------------- | ------------------------------- |
| 第135話 ヒンドゥーの魔法         | A Call to Arms                  |
| 第136話 裸のゴダイバ夫人         | The Bare Witch Project          |
| 第137話 クリスの魔法洗礼         | Cheaper by the Coven            |
| 第138話 魔女ＶＳ海賊             | Charrrmed!                      |
| 第139話 死のリスト               | Styx Feet Under                 |
| 第140話 新たな敵                 | Once in a Blue Moon             |
| 第141話 「新たな敵」の正体       | Someone to Witch Over Me        |
| 第142話 ハードボイルド・マジック | Charmed Noir                    |
| 第143話 レオの告白               | There's Something About Leo     |
| 第144話 化身の世界               | Witchness Protection            |
| 第145話 死の真相                 | Ordinary Witches                |
| 第146話 ユートピア出現           | Extreme Makeover: World Edition |
| 第147話 ユートピアの正体         | Charmageddon                    |
| 第148話 教授は元悪魔             | Carpe Demon                     |
| 第149話 さまよえる魂             | Show Ghouls                     |
| 第150話 天から堕ちた天使         | The Seven Year Witch            |
| 第151話 魔法のドールハウス       | Scry Hard                       |
| 第152話 パンドラの箱             | Little Box of Horrors           |
| 第153話 悪魔の嫉妬               | Freaky Phoebe                   |
| 第154話 未来のワイアット         | Imaginary Fiends                |
| 第155話 教典の危機               | Death Becomes Them              |
| 第156話 魔女消滅…？              | Something Wicca This Way Goes   |

## 魔力
姉妹達の魔力は発達する力があり個人差はあるもののシーズンが進むと威力が増し新しい力も具わるようになる。呪文同様、私利私欲のためには使えず、使った場合はしっぺ返しを受ける。

### ハリウェル姉妹（最強の魔女三姉妹）
プルーデンス・ハリウェル（シャナン・ドハーティ）（長女）
【テレキネシス】(Telekinesis)
触れることなく物体を自在に動かす。目を細めて発動する。また、シーズン１の後半から、手で魔法を発動できるようになったため、以降は殆どが手からの発動になった。手は対象物をより細かく移動するためのコントローラーでもあり、指をくるくる回すと吊るしてあった風船の紐がクルクルほどけるといった具合に手で移動先を細かく操作できた。魔力が姉妹の中で一番強かったためほとんどの悪魔に有効であった。人間に対しても有効であり、一度に数人を数ｍは吹き飛ばせる威力がある。祖母のペネロペも似たような能力を使える。
【幽体離脱】(Astral Projection)
魂を別の場所に飛ばし自分の分身を作る。同時に2つの場所に居たいと思うことで発動。分身は撃たれても刺されてもやられない無敵状態ではあるが、本体は魂が抜けた殻の状態となっているため動くことは出来ない。また分身は魔法が使えないなど制限がある。第3シーズンで一度分身が暴走してパイパーの結婚式を台無しにしたことがある。
パイパー・ハリウェル（ホリー・マリー・コームズ）（次女）
分子運動をコントロールする。
【停止】(Molecular Immobilization)
分子の熱運動を減速させて動いているものを停止(凍結)させる能力。母パティからの遺伝で授かった力、またパイパーの前世P・バクスターの能力をさらに発展させた状態で授かった力である。
両手を使い発動。建物や壁などの障害物があると効力が弱まる、また上級悪魔や霊魂などには弾かれてしまう場合もある。(第8シーズンでは上級悪魔に停止をかけた結果、抵抗して悪魔が動き出しそうな感じはあったものの止めることに初めて成功した。)もともと混乱や緊張に反応して活性化するので、初期の頃未熟だったパイパーがパニックを起こすと勝手に人が止まってしまうという暴走が目立った。魔力が成長して制御できるようになったと思われたが、第8シーズンではレオを失う不安から混乱を起こして病院内を止めてしまった。パイパーの力は成長していくに連れ、より細かい停止（顔だけを残して首から下は止めてみせるなど）今度は反対に広範囲にわたって大きく停止することも可能になって柔軟にコントロールができるようになった。外観からは時間が止まっているかのように見えるためか「時間を止めて」とよく言われるが実際は一時的に凍っている。爆発が使えるようになってから、使う機会が減っていき、使い分けに苦労している描写もあった。
コミック版シーズン9でペイジの娘キャットがこの力を受け継いでいるが、まだ未熟のため分子が完全に停止せず減速している形に留まり動きがスローモーションのように描写された。だが力が成長するといずれ完全な停止へと変化し成長する。
【爆発】(Molecular Combustion)
分子の熱運動を高速で反響させて加熱、爆発を引き起こす。手を使い発動。最初、停止と同化してしまい停止と爆発どちらが放たれるか予測できない事態に陥った。エネルギーボールなどを爆破させ粉砕する事もできる。興奮や怒りなど感情の高ぶりにより威力が増幅される傾向にあり、レオと大喧嘩をした際は部屋を吹き飛ばすなどした。第7シーズンでは爆発の爆風で相手のファイアーボールを跳ね返すなどの器用なコントロール。8シーズンでは焚き火の炎を作り出すことに成功している。集中すれば手を振らなくとも爆発できる。爆発で悪魔を木端微塵にする事もできるが、上級悪魔にたいしては、後ろに跳ね飛ばされるだけだったり、たとえ爆破させてもすぐさま体が自己再生して元に戻るなど利きづらい。

フィービー・ハリウェル（アリッサ・ミラノ）（三女）
姉妹の中で唯一攻撃魔法を身に付けない受け身型の能力を覚える。子宮にいた段階で既に能力を発揮しパティに予知映像を提供していた。子宮にいた段階から力を使えたのはワイアットとフィービーのみで2人ともハリウェル邸の自宅出産で生まれている。感受性が人一倍強くフィービーだけが見えないミューズの存在を感じ取ることもあった。第6シーズンでバルバスの訴えにより呪文以外の能力を全て剥奪される。しかし、第７シーズンでは予知能力のみ長老が返却を行った。
【予知】(Premonition)
触れたものの過去や未来が見える。予知で見る映像は、なにかを伝えたかったり助けを求められていたり全て意味があり、フィービーが予知をして事件が始まることも多い。触れるもの全て予知出来るわけではなく不意にフラッシュバックのようにして襲ってくる。プルーが言うには予知した後は頭がクラクラし耳鳴りがするという。最初は予知で見える映像も白黒で動きもカクカクしていたが、魔力が成長するとカラーになりスムーズな動きに変化、シーズン5では予知映像の中に入り込み歩き回るなど、まるで自分が体感しているかのような状態に陥った。この際予知の中の自分が攻撃され現実に戻った時自分自身も傷を負うなど、体ごと未来に飛ばしているようであった。シーズン6では啓示を受けて、数年先の未来まで体感できるようになりそこで自身が妊娠していることを知る。シーズン8では数年先のフィービーと会話をした。予知能力者同士だと相手に映像を送りリンクさせることが可能。
【空中浮遊】(Levitation)
宙に浮くことが出来る。フィービー得意の格闘と組み合わせて使うことが多い。浮くだけで、自由に飛べたり移動は出来ない模様。後に剥奪を受けて使えなくなる力の1つ。
【エンパス】(Empathy)
人の心を読み、感じることが出来る。ただ心を読むだけでなく、相手の感情、喜び、悲しみ、怒り、苦しみを、自分も感じる。さらに相手の魔力とチャネリングを行うことで、相手の魔法をフィービー側で一部分好きなように変えられる魔法の乗っ取りが可能になる。これはエンパスの能力を利用した防御スキルである（例：1.相手がファイアボールを投げてくる。飛んでくるファイアボールの進行方向をフィービーが好きなように変える。2.相手が瞬間移動をする。フィービーは移動先を強制的に自分の好きな場所に変えてしまう）
第３シーズンに出てきた悪魔エンパスと近いものがあり、プルーはエンパスをマスターし幽体離脱の魔力増幅に成功している。初めのうちは、力をコントロールできずに、姉妹の心を読み周りを荷立たせていた。後に剥奪を受けて使えなくなる力の1つ。
ペイジ・マシューズ（ローズ・マッゴーワン）（四女）
母からは魔女の血を、父からは白の守護者の血を受け継いでいる彼女は習得する力も多種である。シーズン7から白の守護者の力が本格的に覚醒し始め、その影響か短期間で力が大きく成長する。覚えも早く、第６シーズンでは、魔力を失ってしまったフィービーの代わりのような立場になりその成長ぶりをみせていた。
【光テレキネシス】(Telekinetic orbing)
物体の名前を言うことで、物体に触れず自在に動かしたり別の場所へ瞬間的に移動させることが出来る。その際、青白い光に包まれる。また、強く念じることで名前を言わずに物を移動することもできる。レプラコーンの杖を光で持ち上げてからバウンドさせるという、まるでプルーの念動力のような細やかな動き。そして敵が放ったファイアボールを光で包み込み投げ返すなどの芸当も見せた。この魔力は、もともとプルーと同じ念動力に守護者の力が混じったもの。
【光移動】(Orbing)
青白い光になり行きたい場所へ、ほぼ瞬時に移動する。発動者の体に捕まれば、その人も一緒に移動できる。攻撃への危機回避としても使用する。また、一緒でなくとも「フィービーを家へ」などのようにして、光テレキネシスの容量で移動させる事もできる。
【センシング】(Sensing)
白の守護者の心を感じ取り感情と現在地を知ることが出来る。また、守護する魔女の声を聞くのもこの魔力によるものと思われる。
【治癒】(Healing) 
手から黄色い光を放ち傷口を癒す。悪魔は癒せない。また、死者を生き返らせることも出来ない。シーズン７でレオは人間になるので治癒をする人がいなかったがペイジがこの力を習得したことでレオに代わりペイジが傷を癒やすようになる。
【変身】(Glamouring)
思い浮かべた人に変身する。手を振ったり指パッチンの動作で姿を変える。白の守護者の力であるためレオも同じ力を持っている。　
プルー、パイパー、フィービー、ペイジ
【3人の力】(Power of Three)
3人が同時に呪文を唱える、または手を繋ぎ1人が呪文を唱えることで発動する複合タイプの魔法。この技を出せるのはハリウェル家の血を引くプルー、パイパー、フィービー、ペイジのみ。歴代魔女の中で威力が最強なことから「最強の魔女」と呼ばれている由縁の一つである。代表的なのは、『３人の力が自由を呼ぶ』この呪文は、初めて悪魔を退治した呪文でもあり、最終回や終盤で、強力な呪文としてよく出てくる。
【4人の力】(Power of Four)
コミック版シーズン9で4人そろって唱えた呪文。プルーとペイジが合わさったことで力が増幅されすぎて暴走した。

### その他主要人物
レオ・ワイアット（ブライアン・クラウス）
【治癒】
手から黄色い光を放ち傷口を癒す。悪魔は癒せない。また、死者を生き返らせることも出来ない。
【光移動】
青白い光になり行きたい場所へほぼ瞬時に移動する。発動者の体に捕まれば、その人物も一緒に移動できる。攻撃への危機回避として使ったりもする。
【変身】
別の容姿に姿を変えられる。
ワイアット（幼少：ジェイソン＆クリストファー・シモンズ）
【フォースフィールド】
危険を察すると青い障壁場を作り出し外部からの攻撃を阻害する。幼少時、自身の身を守るために覚えこの力で母体共守りきった。敵にだけ壁となり、味方と判断したものには、通り抜けられる。
【光移動】
青白い光になり行きたい場所へほぼ瞬時に移動する。幼少時、勝手に光になり消えたりし、パイパーたちを困らせていた。
コール・ターナー（ジュリアン・マクマホン）
【ファイアボール】
炎を手中に作り出し相手に投げつける。一撃で相手を粉砕することもある。主に上級悪魔が使用する。
【エネルギーボール】
エナジーを手中に集め相手に投げつける。別の悪魔が使用した際に、フィービーが鉄の棒で、打ち返した事もある。
【瞬間移動】
行きたい場所へ、ほぼ瞬時に移動する。人によって消え方のバリエーションが異なる。例陽炎のようになって。炎に包まれてなど
【変身】
別の人の姿に変えられる
【テレキネシス】
触れることなく物体を自在に動かす。

## 用語

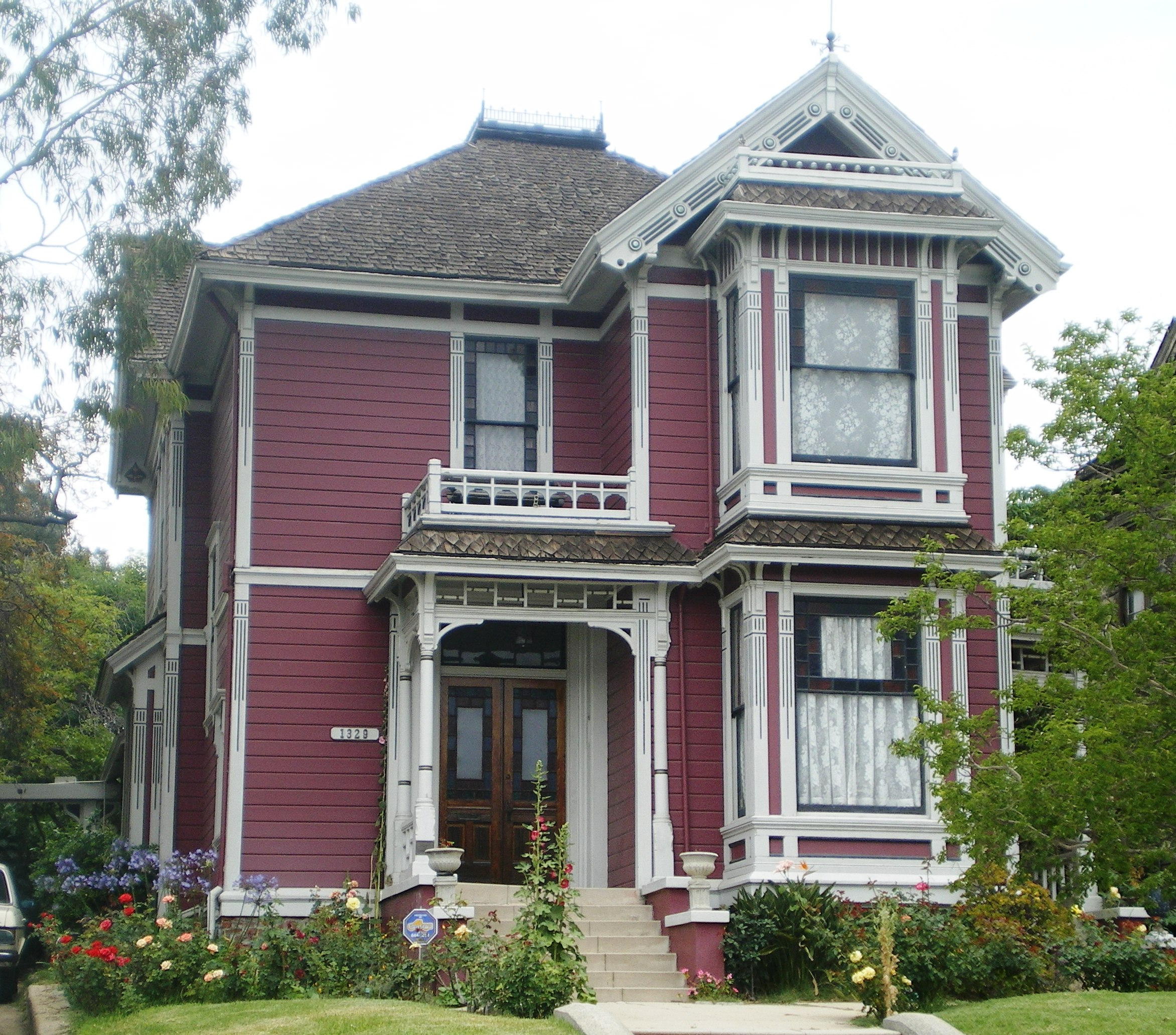
劇中で主人公の三姉妹が住んでいる住居(所在地はサンフランシスコではなく、ロサンゼルス市内のキャロル通りにある)

ハリウェル家
クウェイク
バックランドオークションハウス
Ｐ３
トライアッド
白の守護者
サンフランシスコ警察

## シーズン9コミック版
シーズン9のコミックが順次刊行されている。少し成長した3姉妹の新たな活躍が描かれる。パイパーの娘プルーメリンダも登場する。表紙にはAバージョンとBバージョンとコミコンバージョンの3種類が存在。設定はテレビシリーズをベースにしているが、テレビシリーズを制作したスタッフは参加していない。

## リブート版
リブート版『チャームド〜魔女3姉妹〜』（チャームド まじょさんしまい、原題: Charmed（オリジナル版と同原題））が、2018年10月より米CWにて放送開始。
リブート版の製作者はオリジナル版とは完全に異なる為、本作はリブート版オリジナルのチャームドとして展開されている。
リブート版での新たな魔女三姉妹役には、長女メイシー・ヴォーン役にマデリン・マントック、次女メル・ベラ役にメロニー・ディアス、末妹マギー・ベラ役にはサラ・ジェフェリー、ホワイトライター（白の守護者）ハリー・グリーンウッド役にルパート・エヴァンスがそれぞれ役を演じている。
オリジナル版チャームドの長女プルー・ハリウェル役のシャナン・ドハーティ同様、リブート版でも長女メイシーヴォーン役のマデリン・マントックが第3シーズン最終話を最後に降板。その後の第4シーズンでは長女メイシーに代わり、新たな魔女三姉妹の一人としてミカエラ・ダンソ役のルーシー・バレットが三姉妹の一人として加入する事となる。この流れはオリジナル版チャームド第4シーズンで長女に代わる新たな三姉妹の一人として加入した異父妹ペイジ・マシューズ役のローズ・マッゴーワンが三姉妹の新たな一人として加入する展開と同様の流れになっている。
2022年6月10日、全4シーズン72話で打ち切られた。
2025年現在も日本では未放送、配信もまだされてはいない。